# Neutornow (Bad Freienwalde (Oder))
Neutornow – północno-wschodnia część niemieckiego miasta Bad Freienwalde (Oder) położonego w Brandenburgii, w powiecie Märkisch-Oderland, w obrębie rezerwatu biosfery Schorfheide-Chorin.

## Historia i obiekty
W miejscowości stoi zabytkowy kościół, przy którym znajduje się cmentarz oraz grób Louisa Henriego Fontane, aptekarza, ojca pisarza i poety, Theodora Fontane. W 1895 wybudowano na polderach odrzańskich ceglaną przepompownię powodziową (niem. Schöpfwerk Neutornow), która w 1968 została przebudowana na zasilanie elektryczne. Budowli towarzyszą domy mistrzów pompowniczych. W 1838, podczas powodzi, celowo przerwano wały przeciwpowodziowe w rejonie miejscowości. 